# Heterochondria longa
Heterochondria longa – gatunek widłonoga z rodziny Chondracanthidae. Nazwa naukowa tego gatunku skorupiaków została opublikowana w 1960 roku przez indyjskiego biologa Y.R. Tripathiego.